# Charles Winckler
Charles Gustav Wilhelm Winckler (Frederiksberg, 1867. április 9. – Frederiksberg, 1932. december 17.) olimpiai bajnok dán kötélhúzó.
Az 1900. évi nyári olimpiai játékokon vett részt mint olimpikon. Aranyérmet nyert kötélhúzásban a Nemzetközi Csapat színeiben, mely dánokból és svédekből állt. Csak két csapat indult, megverték a franciákat. Indult még két atlétikai dobószámban: súlylökésben, ahol 10. lett, illetve diszkoszvetésben, ahol 8.